# Прибалтийский ландесвер

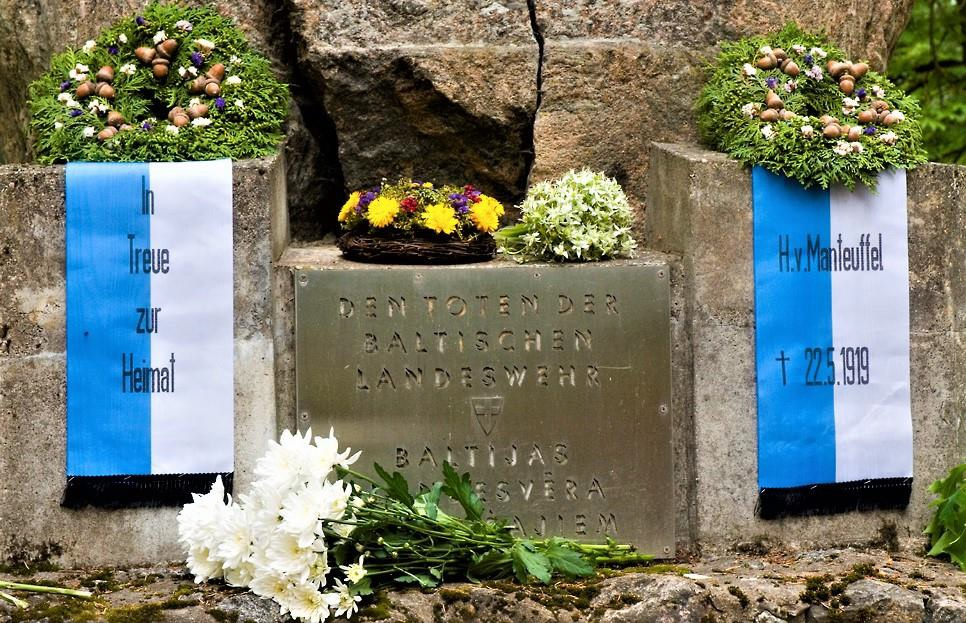
Мемориал воинам прибалтийского ландесвера. Лесное кладбище (Рига).

Прибалтийский ландесвер (нем. Baltisches Landeswehr, латыш. Baltijas landesvērs, эст. landesveer) или Прибалтийский фрайко́р (балтийское ополчение) (нем. Baltisches Freikorps, Фрайко́р в странах Балтии (нем. Freikorps im Baltikum) — добровольческие вооруженные формирования, действовавшие на территории Латвии, в период с ноября 1918 года по март 1920 года.
Ландесвер (земельные войска, ополчение) состояли преимущественно из балтийских немцев. Командовал ландесвером майор Альфред Флетчер, позже — британский подполковник Харольд Александер. Главной задачей ландесвера была борьба с большевиками на территории Латвии. Однако, одержав решающие победы над Красной армией, ландесвер затем столкнулся с национальными армиями Латвии и Эстонии в 1919—1920 годах.

## История

Немецкий трофейный броневик фрайкора «Titanic» на рижской улице, 1919 г.

К окончанию Первой мировой войны большая часть Прибалтики была оккупирована войсками Германской империи, а после её капитуляции, по условиям Компьенского перемирия, объединённое командование Антанты потребовало от Германии освободить все оккупированные территории России, однако германским войскам было разрешено остаться в Прибалтике для противодействия большевикам и сдерживания Красной Армии. 5 ноября 1918 года, по инициативе остзейской аристократии на оккупированных Германской империей территориях было провозглашено Балтийское герцогство — государство под протекторатом Германии.

### Защита Временного правительства Улманиса
17 ноября 1918 года соперничавшие между собой проантантовский Латышский временный национальный совет и полуподконтрольный немецкой оккупационной администрации Демократический блок согласились на совместное формирование временного предпарламента — Народного совета Латвии (латыш. Tautas padome).  В нём не были представлены ориентированные на Советскую Россию большевики и прогермански настроенные буржуазные политики. Председателем стал Янис Чаксте, а пост президента министров Временного правительства Латвии занял Карлис Улманис. Генеральный временный уполномоченный Германии Август Винниг не препятствовал этому, настойчиво предлагая спорившим между собой латышским партиям сплотиться для создания республики Latwija. Ещё в октябре 1918 года он подготовил проект прокламации о независимости, и окончательный текст заметно с ним перекликался.
18 ноября в Русском театре (ныне Национальный театр) Народный совет Латвии провозгласил независимую и демократическую Латвийскую Республику.
Однако, по совместному соглашению с германским командованием, Красная Армия начала продвижение своих войск на запад по всему Западному фронту РСФСР, находясь в 10—15 километрах от отступающих немецких частей. 29 ноября 1918 года главнокомандующий Красной Армии И. И. Вацетис получил приказ председателя Совета народных комиссаров РСФСР В. И. Ленина «оказать поддержку в установлении советской власти на оккупированных Германией территориях». 4 декабря ЦК социал-демократов Латвии, совместно с представителями Совета рабочих депутатов Риги, Валки и Лиепаи сформировал временное правительство Советской Латвии. Его председателем был избран Пётр Стучка.
7 декабря 1918 года Временное правительство Улманиса заключило соглашение с уполномоченным Германии в Прибалтике Августом Виннигом о создании ополчения с целью защиты от наступления Красной Армии — ландесвера, в составе 18 латышских, 7 немецких и 1 русской роты. Реально были сформированы 7 латышских рот, из которых 4 оказались «неблагонадежными». Две из них восстали 30 декабря 1918 года, бунт был подавлен остальными частями ландесвера, 11 зачинщиков были расстреляны. В соответствии с соглашением доля латышей в ландесвере должна была составлять 2/3 (это условие так и не было соблюдено, доля латышей не превышала 1/3)[1].
29 декабря 1918 года правительство Улманиса заключило отдельный договор с Виннигом о мобилизации на защиту Латвии немецких добровольцев, из числа военнослужащих Германии, которым были обещаны «полные права гражданства» Латвии и земельные наделы, при условии их участия в боевых действиях по защите Латвийской Республики, в течение не менее чем четырёх недель.
После взятия Риги красными частями правительство Улманиса в январе 1919 года эвакуировалось в Либаву и оттуда распорядилось о всеобщей мобилизации в защищаемой немцами части Курляндии. Эффект этого обращения был невелик, однако 5 января 1919 года в составе ландесвера был организован Латышский отдельный батальон под командованием бывшего офицера Российской армии, георгиевского кавалера Оскара Калпака[2].
14 января главнокомандующий Армией Советской Латвии поставил задачу 1-й латышской стрелковой бригаде наступать на Либаву, где, к тому времени, базировалось и Временное правительство Улманиса, и штаб ландесвера, и командование германских войск, оставшихся в Курляндии, поскольку сдача города грозила бы смертью многочисленным беженцам, укрывшимся там от красного террора.

### Рост антигерманского настроения Улманиса
C момента переезда Временного латвийского правительства в Либаву оно «старалось усилить свои позиции пестованием самого радикального латышского национализма, но понимание в этом встретило только у весьма тонкой прослойки ещё только возникающей латышской интеллигенции… Правительство относилось к германским оккупационным властям враждебно, хотя и нуждалось в защите от большевиков». Улманис стоял на стороне Антанты и периодически пытался «натравить близкое к нему, по политической окраске, правительство Германской империи на военное командование», — указывается в книге мемуаров германской серии «Описание послевоенных боев германских войск и фрайкоров» (1937-38), написанной на основе материалов воинских частей и командиров.
У правительства Улманиса отсутствовала прочная опора в населении: около 60 % были настроены пробольшевистски, а с приверженцами Улманиса их объединяла только ненависть к немцам. Спустя 2 месяца после подписания соглашений о ландесвере и привлечении добровольцев в Железную дивизию, политика Временного латвийского правительства стала, безусловно, антигерманской. Самым больным вопросом был вопрос о поселении для добровольцев — формально им было обещано только гражданство, а гарантии поселения были даны прибалтийскими крупными помещиками, при других обстоятельствах. Переговоры, которые вел по этому вопросу Винниг с правительством в январе, не были доведены до конца.
Германские войска Улманис пытался представить лишь как вспомогательные, объявив в январе в Курляндии принудительную мобилизацию, расценивавшуюся немцами как формирование большевистских, по умонастроениям, воинских формирований в их тылу. Однако, удалось набрать в Либаве несколько сотен рекрутов, переведенных под начало Оскара Калпака. Влияние этого батальона на ландесвер было невелико: на февраль 1919 года в нём состояло 276 бойцов при общей численности ландесвера около 4000 человек.
Страны Антанты, и в первую очередь Англия, считали, что должны защищать свои экономические интересы, поэтому старались укреплять тылы Временного правительства. Снабжение немецких войск и ландесвера было крайне недостаточным, из-за экономических трудностей Германии, вдобавок, ещё и ввиду того, что Антанта прекратила железнодорожное сообщение на линии Мемель-Прекульн.
12 февраля ландесвер отбил у большевиков Гольдинген, 24 февраля — Виндаву.
В апреле 1919 года ландесвер, вытеснив Красную армию из западной части Латвии, попытался установить в Прибалтике прогерманский режим (правительство А. Ниедры), который бы представлял интересы, прежде всего, остзейских немцев. Однако, ландесвер потерпел ряд поражений в боях с Эстонскими вооружёнными силами, в состав которых входили и латышские полки (т. н. Северолатвийская бригада). Военные неудачи, в совокупности с давлением Антанты, вынудили граждан Германии, входивших в состав ландесвера, покинуть территорию Латвии.
В мае 1919 г. части ландесвера, подчинённые А. Ливену, признали независимость Латвии, и перешли на сторону латышских вооружённых сил. В дальнейшем, сторонники Ливена пользовались уважением в независимых Латвии и Эстонии, где существовало их объединение.
В июне 1919 года, под давлением Антанты, требовавшей вывода немецких войск из Прибалтики и других оккупированных территорий, Рюдигер фон дер Гольц сложил с себя командование немецкими силами (Железная дивизия и Ландесвер) на территории Латвии, а ландесвер был направлен на Восточный фронт, в Латгалию. В июле 1919 г. ландесвер возглавил английский подполковник Харольд Александер, командовавший ополчением до февраля 1920 года. В марте 1920 года из подразделений ландесвера был сформирован 13-й Тукумский пехотный полк латвийской армии.
Вернувшись в Германию, многие [кто?] бывшие добровольцы прибалтийского фрайкора приняли участие в Капповском путче, а затем стали активными участниками Национал-социалистической партии Германии и других экстремистских организаций. Многие [кто?] из военных руководителей Третьего рейха, а также многие [кто?] из ключевых функционеров нацистской партии были выходцами из фрайкора.

## Численность и состав
На март 1919 года численность ландесвера достигла 4500 человек, при 1500 лошадях.

### Воинские части[6]
По состоянию на 20 мая 1919 г.:
- «1-й Немецко-Балтийский боевой батальон / Ударный отряд «Мантейфель»» (нем. 1. Deutsch-Baltischen Kampfbataillon / Stoßtrupp «Manteuffel») (424 чел. (18 офицеров, 406 рядовых)), командующий — барон, лейтенант Ганс Цеге-фон-Мантейфель: две роты, эскадрон, пулемётный отряд с 14 пулемётами, броневик;
- «2-й Немецко-Балтийский боевой батальон» (нем. 2. Deutsch-Baltischen Kampfbataillon) (461 чел. (53 офицера, 408 солдат)), командующий — гауптман Мальмеде (нем. Hauptmann Malmede) из Германской империи: три роты, пулемётная рота, батарея;
- «3-й Немецко-Балтийский боевой батальон» (нем. 3. Deutsch-Baltischen Kampfbataillon) (359 чел. (28 офицеров, 331 солдат)), командующий — риттмейстер Карл Зигфрид граф цу Ойленбург-Викен: три роты, пулемётная рота, батарея;
- «Пулемётный снайперский батальон» (нем. MG-Scharfschützen-Abteilung) (? чел.), командующий — гауптман Фрайхерр фон Хайнах (нем. Hauptmann Freiherr von Khaynach);
- «Отдельная Латвийская Курземская боевая бригада (ранее как «1-й Отдельный Латвийский батальон Калпакса»)» (нем. Lettische Kampf-Brigade) (1,700 чел.), командующий — полковник Оскарс Калпакс, с 14.03.1919 в качестве командира бригады был полковник Янис Балодис: девять пехотных батальонов, инженерно-саперный батальон, кавалерийский дивизион (4 эскадрона), артиллерийская батарея (2 орудия), авиационная группа (2 боевых самолёта), Латгальский партизанский полк (4 роты), Верхнекурземский партизанский полк, г. Курземе (Курляндия);
- «Русский Либавский добровольческий стрелковый батальон» (нем. Russische Abteilung Fürst Anatol Leonid Lieven) (400 чел.), командующий — Светлейший князь, полковник А. П. Ливен: две роты, кавалерийский отряд, г. Либава;
- Stamm-Kompanie Talssen;
- Stamm-Kompanie Tuckum;
- «Балтийская рота Либавского правительства» (нем. Balten-Kompanie des Gouvernement/Regierung Libau) (? чел.);
- «Элементы 3-й пулемётной роты / Либавский добровольческий полк (Либавское правительство)» (нем. Elements of the MG-Kompanie of III. / Freiwilligen-Regiment Libau (Gouvernement/Regierung Libau)) (? чел.);
- «Латвийский кавалерийский отряд» (нем. Lettische Kavallerie-Abteilung) (? чел.);
- «Русский кавалерийский отряд» (нем. Russische Kavallerie-Abteilung) (? чел.);
- «Кавалерийский отряд Энгельгардта» (нем. Kavallerie-Abteilung Engelhardt) (? чел.), командующий — барон Оттон Маврикиевич фон Энгельгардт;
- «Кавалерийский отряд Драхенфельса» (нем. Kavallerie-Abteilung Drachenfels) (? чел.), командующий — барон Карл Карлович фон Драхенфельс? (нем. Peter Eduard Carl von Drachenfels) (10.07.1861, Добен—21.03.1919, Рига, убит большевиками)[9];
- «Кавалерийский отряд Паппенхайма» (нем. Kavallerie-Abteilung Pappenheim) (? чел.);
- «Кавалерийский отряд Хальма» (нем. Kavallerie-Abteilung Halm) (? чел.);
- «1-я Немецко-Балтийская батарея (Эмке)» (нем. 1. Deutsch-Baltischen Batterie (Ehmke)) (? чел.);
- «2-я Немецко-Балтийская батарея (Барт)» (нем. 2. Deutsch-Baltischen Batterie (Barth)) (? чел.);
- «3-я Немецко-Балтийская батарея (Зиверт)» (нем. 3. Deutsch-Baltischen Batterie (Sievert)) (? чел.);
- «Немецко-Балтийская гаубичная батарея» (нем. Deutsch-Baltischen Haubitze-Batterie) (? чел.);
- «Русская батарея (Рёль)» (нем. Russische Batterie (Röhl)) (? чел.);
- «Баденский добровольческий отряд Медема (прикреплённые корпусные части)» (нем. Badische Freiwilligen Abteilung Medem (attached Korpstruppe)) (? чел.);
- «Латвийская инженерная рота» (нем. Lettische Pionier-Kompanie) (? чел.);
- «Инженерный отряд Штромберга» (нем. Pionier-Abteilung Stromberg) (? чел.);
- «Балтийский отряд телефонной связи» (нем. Baltischer Fernsprech-Abteilung) (? чел.);
- «Латвийский отряд телефонной связи» (нем. Lettische Fernsprech-Abteilung) (? чел.);
- «Балтийский отряд радиосвязи» (нем. Baltische Funker-Abteilung) (? чел.);
- «433-й авиационный отряд (прикреплённые корпусные части)» (нем. Flieger-Abteilung 433. (attached Korpstruppe)) (? чел.);
- «Армейская автомобильная колонна № 021 (прикреплённые корпусные части)» (нем. Armee-Kraftwagen-Kolonne 021. (attached Korpstruppe)) (? чел.);
- «Штаб эскадрильи Ландесвера (майор Вёльки)» (нем. Staffel-Stab der Landeswehr (Major Wölki)) (? чел.);
  - «1-я Колонна боеприпасов и поездов» (нем. Munitions- und Train-Kolonne I.) (? чел.);
  - «2-я Колонна боеприпасов и поездов» (нем. Munitions- und Train-Kolonne II.) (? чел.);
  - «3-я дорожная колонна» (нем. Landeskolonne III.) (? чел.);
- «Полевой госпиталь» (нем. Feldlazarett) (? чел.);
- «Санитарная рота» (нем. Sanitäts-Kompanie) (? чел.);
- «Санитарно-автомобильный взвод» (нем. Sanitäts-Kraftwagen-Zug) (? чел.);
- «1-я Хозяйственная рота» (нем. Wirtschafts-Kompanie 1.) (? чел.);
- «2-я Хозяйственная рота» (нем. Wirtschafts-Kompanie 2.) (? чел.);
- «Железнодорожный отряд охраны» (нем. Bahnschutz-Detachment) (? чел.);
- «Больница для лошадей» (нем. Pferdelazarett) (? чел.);
- «Депо сбора Либавы» (нем. Sammeldepot Libau) (? чел.).